# Otradny
Otradny (russisch Отра́дный) ist eine Stadt in Russland in der Oblast Samara. Sie hat 48.356 Einwohner (Stand 14. Oktober 2010) und liegt etwa 90 km östlich der Gebietshauptstadt Samara am Fluss Bolschoi Kinel (Flusssystem der Wolga).

## Geschichte
Otradny (ursprünglich: Otradnoje) wurde in den 1920er-Jahren als Dorf angelegt. 1946 wuchs es um die Arbeitersiedlung Muchanowo, die im Zuge der Erschließung eines Ölfeldes entstand, ein Jahr später schlossen sich das Dorf und die Siedlung zum Ort Otradny zusammen. Seit 1956 hat der Ort den Stadtstatus.

### Bevölkerungsentwicklung
| Jahr | Einwohner |
| ---- | --------- |
| 1959 | 27.889    |
| 1970 | 44.426    |
| 1979 | 45.246    |
| 1989 | 48.767    |
| 2002 | 50.048    |
| 2010 | 48.356    |

Anmerkung: Volkszählungsdaten

## Wirtschaft und Infrastruktur
Otradny ist eine Industriestadt, wobei der Schwerpunkt auf Erdölverarbeitung liegt. Ferner gibt es dort Fabriken zur Herstellung von Baustoffen, Nahrungsmitteln und Textilien.
Die Stadt hat einen Bahnhof, von dem aus über Samara Zugverbindungen auch in andere Regionen Russlands bestehen.

## Partnerstädte
- Bačka Palanka, Serbien